# Grentaggig ulk
Grentaggig ulk (Gymnocanthus tricuspis) hör till familjen simpor i ordningen kindpansrade fiskar. Lever i Arktis och angränsande vatten.

## Utseende
Ett stort huvud med bred mun, kraftiga bröstfenor och två ryggfenor, den främre med taggstrålar, den bakre med mjukstrålar. Stjärtfenan är rundad, och fisken saknar i stort sett fjäll, med undantag av ett område mellan bröstfenorna. Gällocket har 4 taggar; de 3 nedersta är trubbiga och obetydliga, medan den översta är grenad i flera mindre taggar. Rygg- och bröstfenorna har mörka tvärband, medan själva kroppen är grå till mörkbrun på ovansidan, blekgul på undersidan. Färggränsen mellan över- och undersida är oregelbunden men klart avgränsad. Som mest kan arten bli 30 cm lång.

## Vanor
Den grentaggiga ulken är en bottenfisk, som kan leva ner till 450 m där den gräver sig ner i sand- och blandade sand- och gyttjebottnar. Den föredrar kallt vatten med en temperatur på -2°C till 13°C, och en salthalt mellan 32 och 35 promille, även om den ibland kan förekomma i vatten med en salthalt så låg som 16 till 30 promille. Födan består av bottenlevande märlkräftor och havsborstmaskar. Litet är känt om dess fortplantning; man vet dock att den leker under hösten och producerar ägg med en storlek av 2 mm i diameter.

## Utbredning
Arten finns cirkumpolärt i Arktis och går söderut till Saint Lawrenceviken i Kanada, sällsynt ända till Maine i USA samt till östra Grönland, Island, norra Norges kust, Vita havet, Barents hav, Novaja Zemlja och Spetsbergen.